# 麥柏倫
（1967年2月3日出生），是芬蘭足球運動員，前香港足球代表隊主教練。他為芬蘭國家足球隊上陣超過70場，使得他成為芬蘭歷史上第13位上陣次數最多球員和第5位頂級射手。他是家中三兄弟中最年長，他們都曾經踢過職業足球。父親馬蒂亦是芬蘭國腳。

## 球員生涯
麥柏倫有著20年的職業生涯，在四個國家的九個不同俱樂部比賽。他的大部分職業生涯都是在蘇格蘭聯賽中度過，包括登地聯、鴨巴甸、喜伯年、聖莊士東和聖美倫。他還效力於芬蘭的哈卡足球俱乐部，英格蘭的保頓和狼隊以及法國的斯特拉斯堡。在保頓期間，麥柏倫成為第一位參加英超比賽的芬蘭人。

## 教練生涯
2005年退役後開始轉向教練工作發展，曾先後執教蘇格蘭球會喜伯年、基爾馬諾克、登地聯以及泰國球會烏汶UMT，亦曾經出任芬蘭國家隊主教練長達四年。
2019年4月9日，香港足球總會宣佈委任來自芬蘭的麥柏倫為香港足球代表隊主教練。2021年，麥柏倫的合同在世界杯预选赛后到期，他决定返回欧洲。

## 外部連結
- 足球数据库：Paatelainen 麥柏倫的球员统计数据
- Playing Stats at Hibernian （页面存档备份，存于） at FitbaStats（页面存档备份，存于）
- Managerial Record at Hibernian （页面存档备份，存于） at FitbaStats（页面存档备份，存于）